# Meibomeus desmoportheus
Meibomeus desmoportheus är en skalbaggsart som beskrevs av John M. Kingsolver och John Whitehead 1976. Meibomeus desmoportheus ingår i släktet Meibomeus och familjen bladbaggar. Inga underarter finns listade i Catalogue of Life.